# Castillo de Ahrensburg
El Palacio de Ahrensburg (en alemán: Schloß Ahrensburg) es un antiguo schloss (castillo palaciego) de Alemania del siglo XVI erigido en Ahrensburg, en el sur del estado de Schleswig-Holstein, a al noreste de Hamburgo. Antiguo Herrenhaus, es considerado una de las maravillas del Renacimiento del norte de Alemania. El castillo está rodeado por un parque inglés.

## Historia

### Edificaciones anteriores

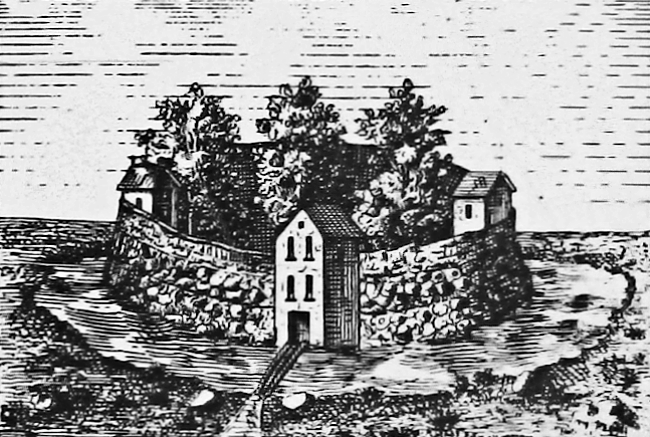
Castillo Arnesvelde

En el siglo XIII, había una mansión con un foso y torres defensivas conocida como Burg Arnesvelde, localizada a unos tres kilómetros al sur del actual palacio de Ahrensburg. En 1327, la mansión fortificada era propiedad de la iglesia. Durante la Reforma protestante, la propiedad cayó en manos del rey danés Federico II. En marzo de 1567 Arnesvelde fue transferida a Daniel Rantzau, de la familia Rantzau, combatiente en la Guerra de los Siete Años y compañero de armas de Federico II, como compensación por el trabajo realizado y las deudas que el rey había acumulado. Después de la muerte de Rantzau en 1569 durante el Sitio de Varberg, su hermano Pierre de Rantzau (1535-1602) se hizo cargo de la finca.

### Actual edificación
Pierre derribó partes del castillo y comenzó a construir lo que se convertiría en el actual palacio. La edificación original sobre la isla, creada por el estanque/foso artificial, fue construida a partir de 1585 y se emplearon parte de las ruinas del castillo de Arnesvelde, a pocos kilómetros al sur. Incluso en ese momento, el foso solo servía para propósitos artísticos más que defensivos.: 6 
Ahrensburg era representativa de la mansión renacentista del tipo Mehrfachhaus, de corta vida, en la que un edificio rectangular se duplicaba (el caso de Wahlstorf) o triplicaba (Ahrensburg o el casi coetáneo palacio de Glücksburg). Como este tipo tenía desventajas arquitectónicas, pronto fue reemplazado por otros. Las cuatro torres de esquina no formaban parte del diseño original, sino que se agregaron más tarde durante la construcción.: 8–9 
En 1594-1596, se erigió la cercana capilla, que servirá como panteón familiar, junto con algunas dependencias residenciales que se usaron para ancianos y enfermos.: 10 

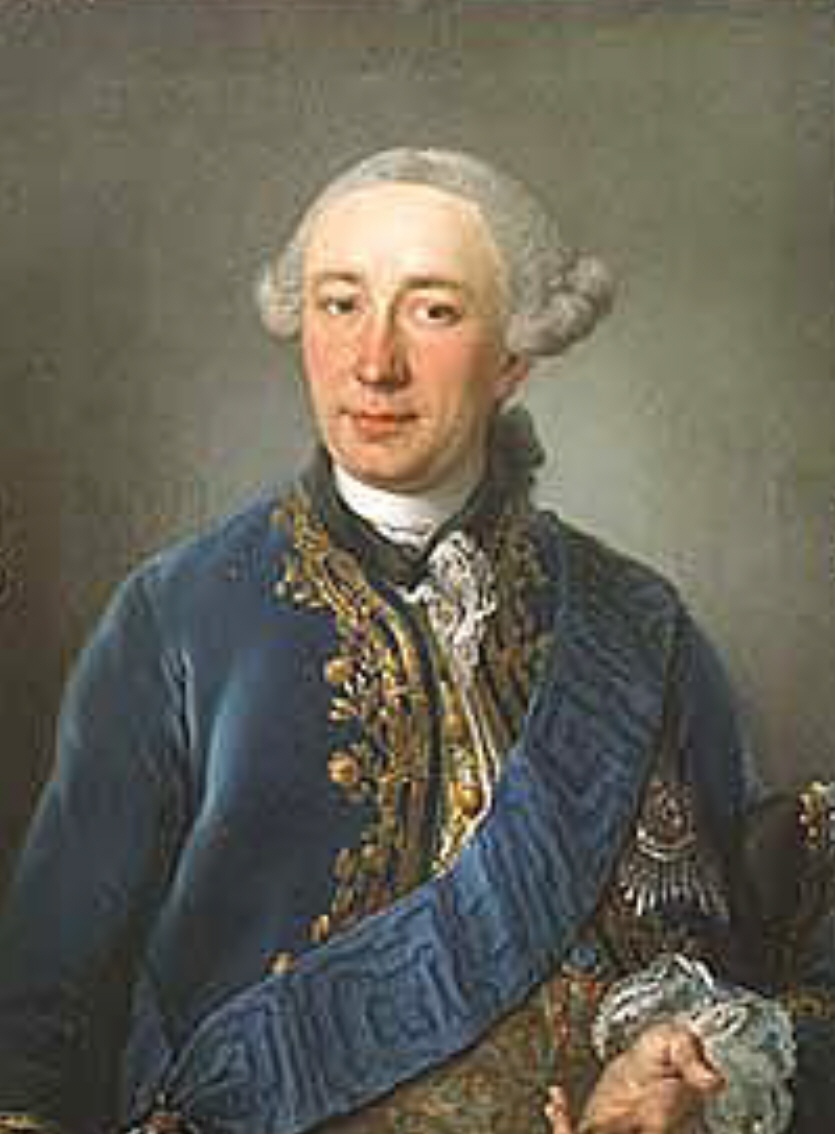
Retrato de Schimmelmann, obra de Stefano Torelli en 1762

El palacio permaneció en manos de la poderosa y numerosa familia de Rantzau durante siete generaciones. Sin embargo, el palacio y los terrenos quedaron en estado crítico después de la Guerra de los Treinta Años, y más tarde, a mediados del siglo XVIII, la crisis económica enfrentó a los señores de Rantzau con sus intendentes, y, finalmente, la finca fue vendida en 1759.
Ahrensburg fue comprado por Carl Heinrich von Schimmelmann (1724-1782), un rico comerciante y financiero de Hamburgo, futuro conde, por la considerable suma de 180 000 táleros. Schimmelmann, hijo de un comerciante de Demmin, se había enriquecido con el comercio durante la Guerra de los Siete Años y con la porcelana de Meissen. También había tenido una participación en el comercio triangular esclavista. Se convirtió en un amigo cercano de la familia real danesa y en 1768 obtuvo la cartera de ministro del Tesoro. Compró el palacio Berkenth en Copenhague, junto al palacio real de Amalienborg. Más tarde adquirió el palacio de Gottorp en Hamburgo, cerca de la Iglesia de San Miguel. También tenía un dominio en Altona y otro en Wandsbek (ahora distritos de Hamburgo), así como la manoir de Knoop, cerca de Kiel.
Transformó la economía local, la apariencia del pueblo cercano y el interior del palacio, convirtiéndolo en un patio barroco tardío. Asimismo eliminó las dependencias (establos, cocheras, etc.) de la isla y rellenó el más interior de los dos fosos. Es probable que el uso de pintura blanca también date de ese período y que el palacio presentara previamente paredes de ladrillo sin cargar con adornos de piedra arenisca.: 10–12 

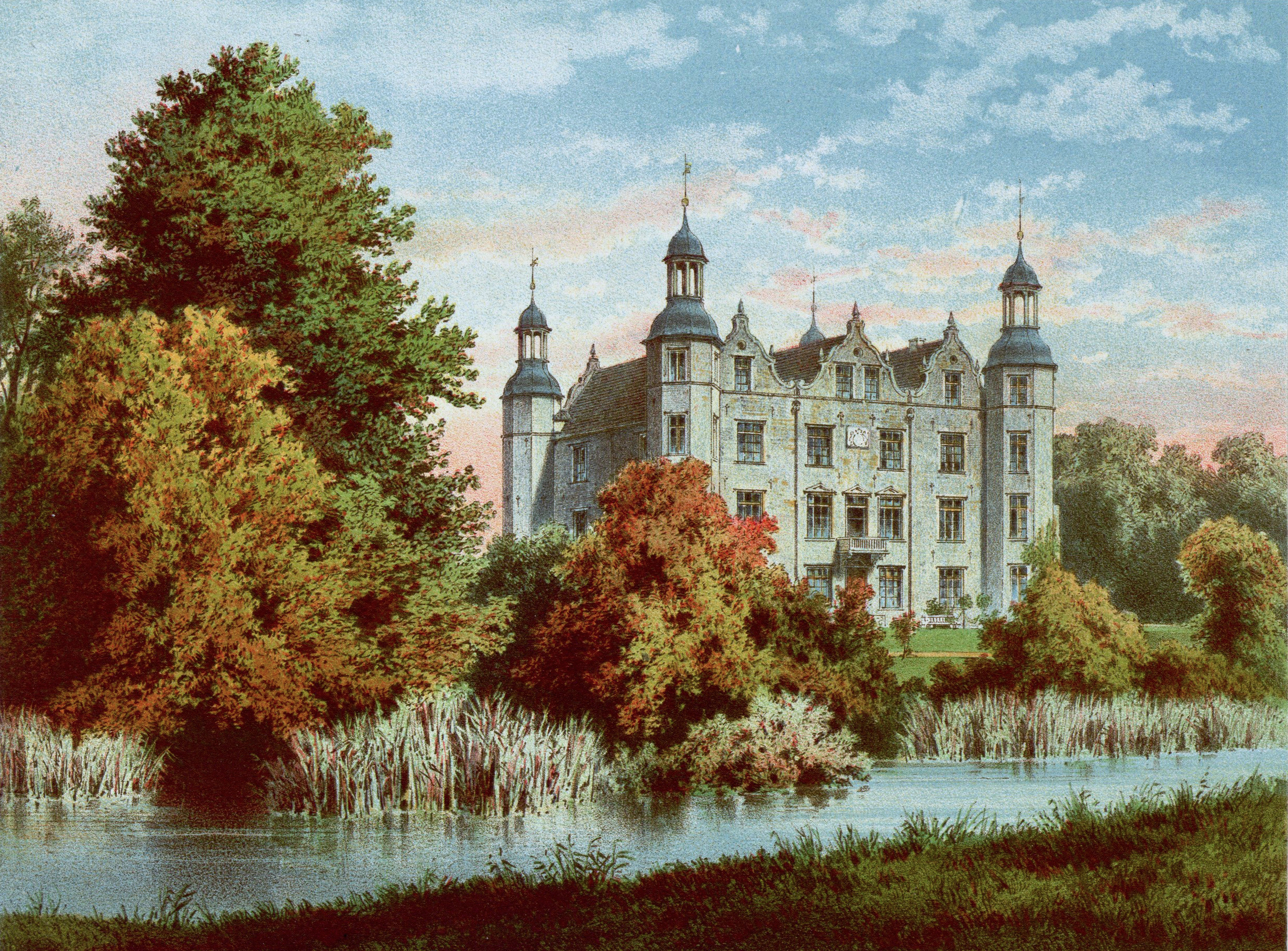
Vista del palacio hacia 1870 (colección de Alexander Duncker).

Ahrensburg fue barroquizado por Schimmelmann y le sirvió como residencia de verano de 1759 a 1778, hasta que su castillo de Wandsbek estuvo listo. La familia pasó en él todos los meses de mayo a noviembre, y el invierno residían en Copenhague. Schimmelmann, ya convertido en conde, casó a todos sus hijos en la nobleza nórdica, y el rey Cristian VII de Dinamarca a menudo iba a visitarlo a Ahrensburg. Schimmelmann pudo escribir: «Tengo tanto amor por Ahrensburg que es mi única alegría». Sin embargo, fue menos a menudo después de 1778. Sus hijos se repartieron a su muerte sus bienes y sus seis castillos y palacios. Ahrensburg le correspondió a Friedrich Joseph, que lo renovó en 1788.
La crisis económica debida a las guerras napoleónicas llevó a los dominios a un período de estancamiento que terminó poco antes de mediados del siglo XIX. Ernst von Schimmelmann (1820-1885), bisnieto de Heinrich, modernizó el palacio, así como los edificios comunes y de la explotación agrícola de la isla que habían sufrido años. Con la cría de caballos, el dominio experimentó de nuevo un período floreciente, una vez foco de la vida familiar, hasta la víspera de la Gran Guerra. Hizo construir los Marstall (establos) junto con el puente y una puerta de entrada (esta última fue demolida alrededor de 1960). Además, amplió el parque inglés a su tamaño actual. En 1855, se añadió el salón de baile, la última gran adición a su interior.: 12, 15–17, 21 
La crisis de la posguerra y la depresión de la década de 1930 llevaron a la familia Schimmelmann a vender el palacio y los terrenos en 1932.: 21 

### Historia reciente

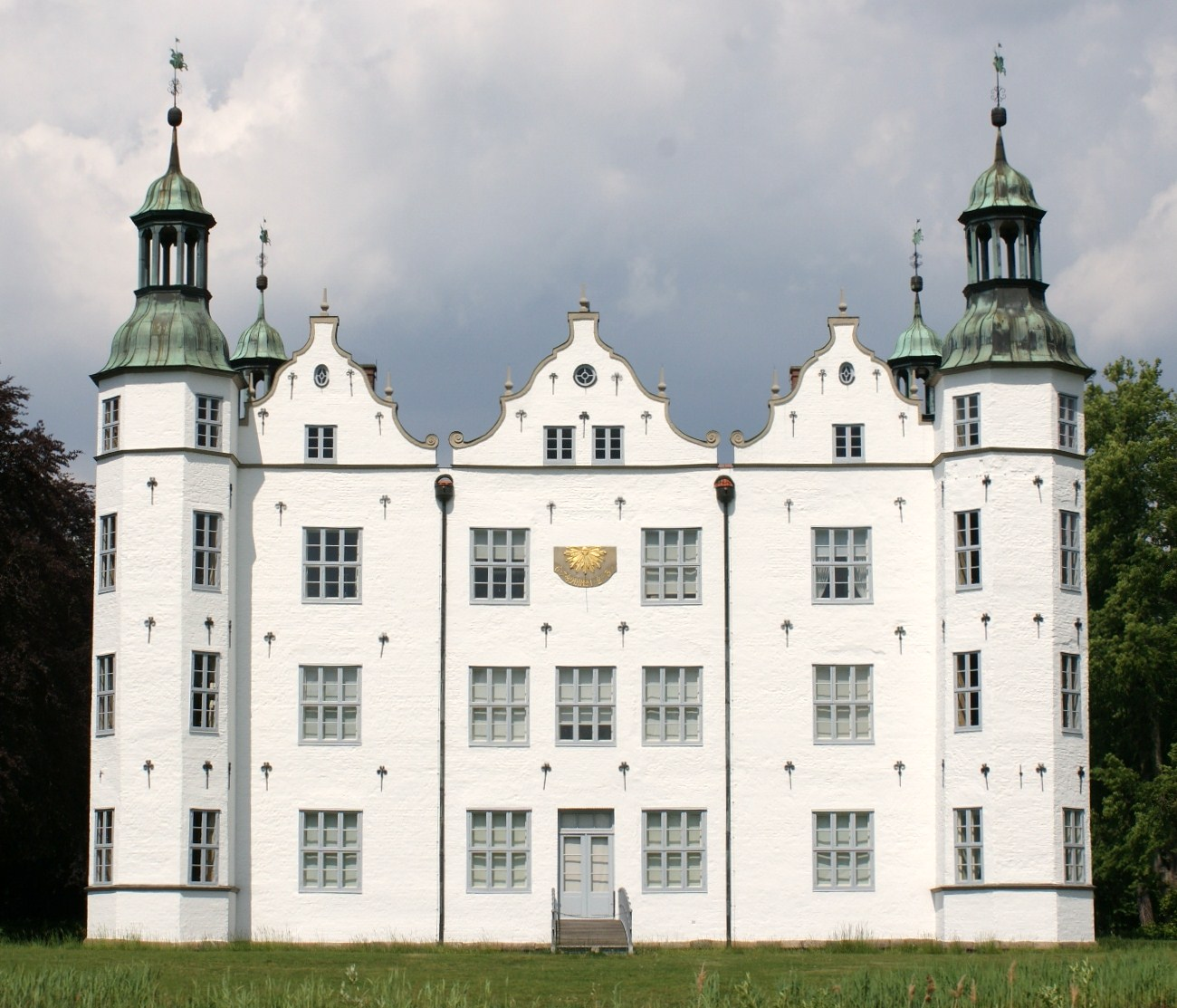

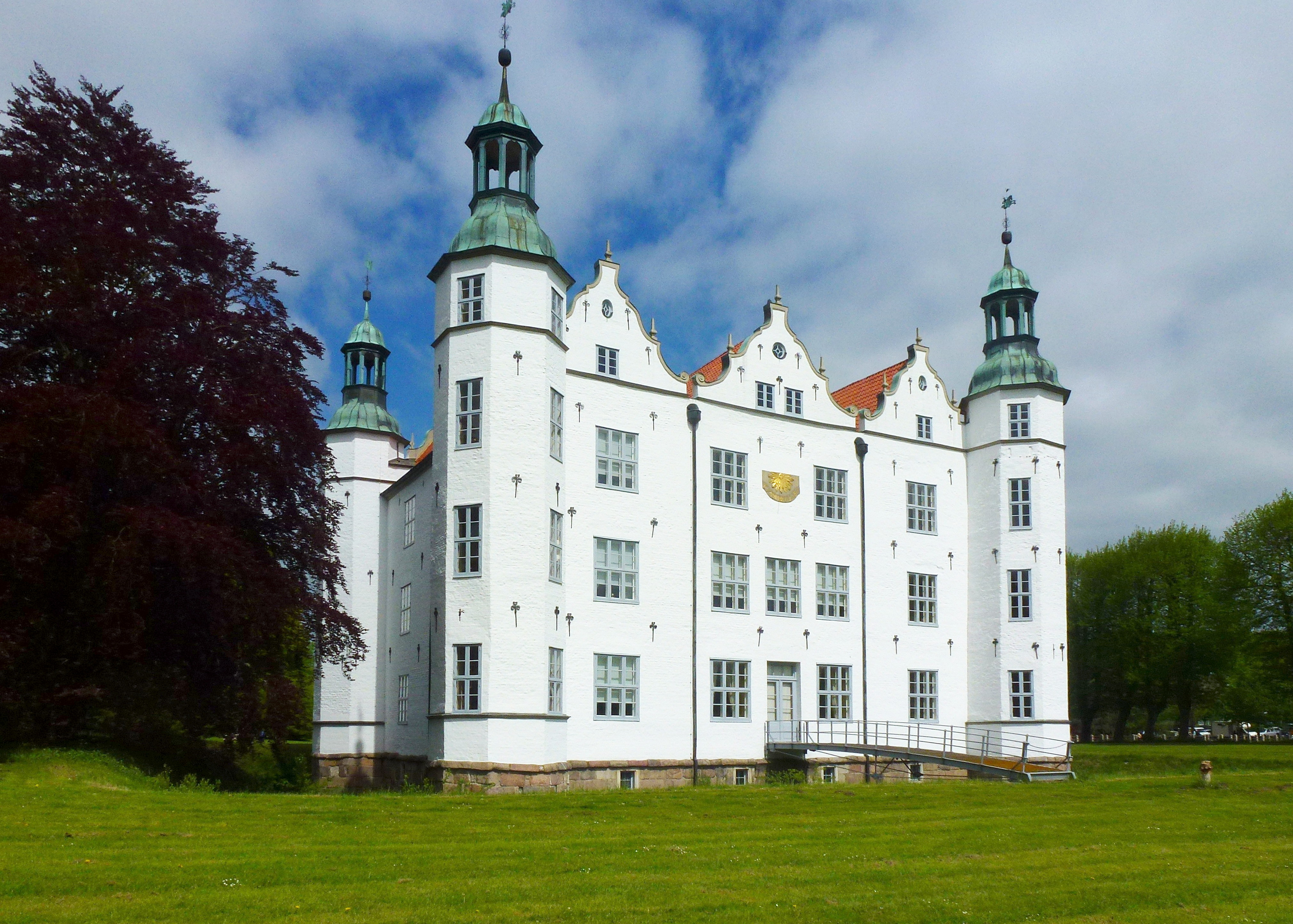

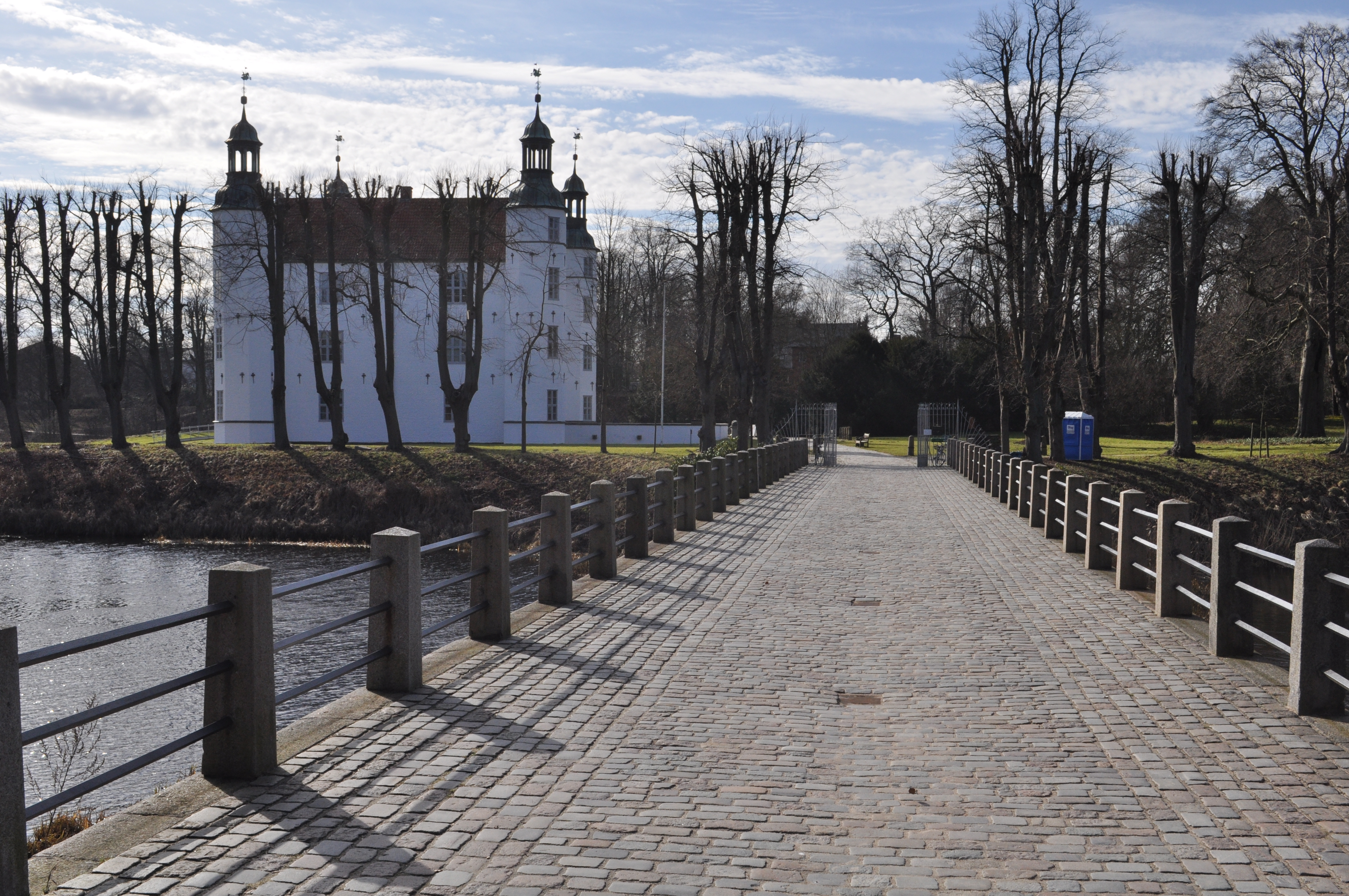

El Verein Schloss Ahrensburg e.V., con el apoyo del Estado, la caja de ahorros local y la ciudad de Ahrensburg, se hizo cargo del mantenimiento de la propiedad. El palacio fue transformado en un museo privado desde 1935 y se inauguró en 1938.
Debió cerrarse en 1941 debido a la guerra. Se convirtió en un hospital militar, luego cuartel de la marina alemana. Sede de una división inglesa después de la guerra, acogió a más de 400 refugiados expulsados de los antiguos territorios del este de Alemania (Prusia Occidental, Prusia Oriental, región de Dantzig, etc.) y pasó a ser polaca o soviética en 1945. Fue una escuela de distrito de 1941 a 1954 y se reabrió como museo el año siguiente, en 1955.: 22 .
En 1960-1961, el exterior del palacio y sus dependencias se utilizaron para representar el «castillo de Garre» en la película Der grüne Bogenschütze [El arquero verde].
En 1984-1986, el palacio fue renovado, incluyendo una recreación del foso interior. Más trabajos interiores adicionales siguieron en la década de 1990. En 2002, el palacio y las seis hectáreas de parque se transfirieron a una fundación privada que reunía a las autoridades locales (incluida la ciudad de Ahrensburg y el estado federado de Schleswig-Holstein), y que desde 2007 ha tenido que operar sin subsidios públicos.: 22 
El palacio fue restaurado en 2009. Alberga, entre otras cosas, una gran colección de obras de arte y de archivos para comprender la cultura de la nobleza del norte.

## Actualidad
El palacio y su museo están abiertos al público. Se puede alquilar para bodas y acoge conciertos y eventos infantiles.: 75–9 
Un festival de música se celebra cada verano.

## Galería de imágenes

Edificaciones
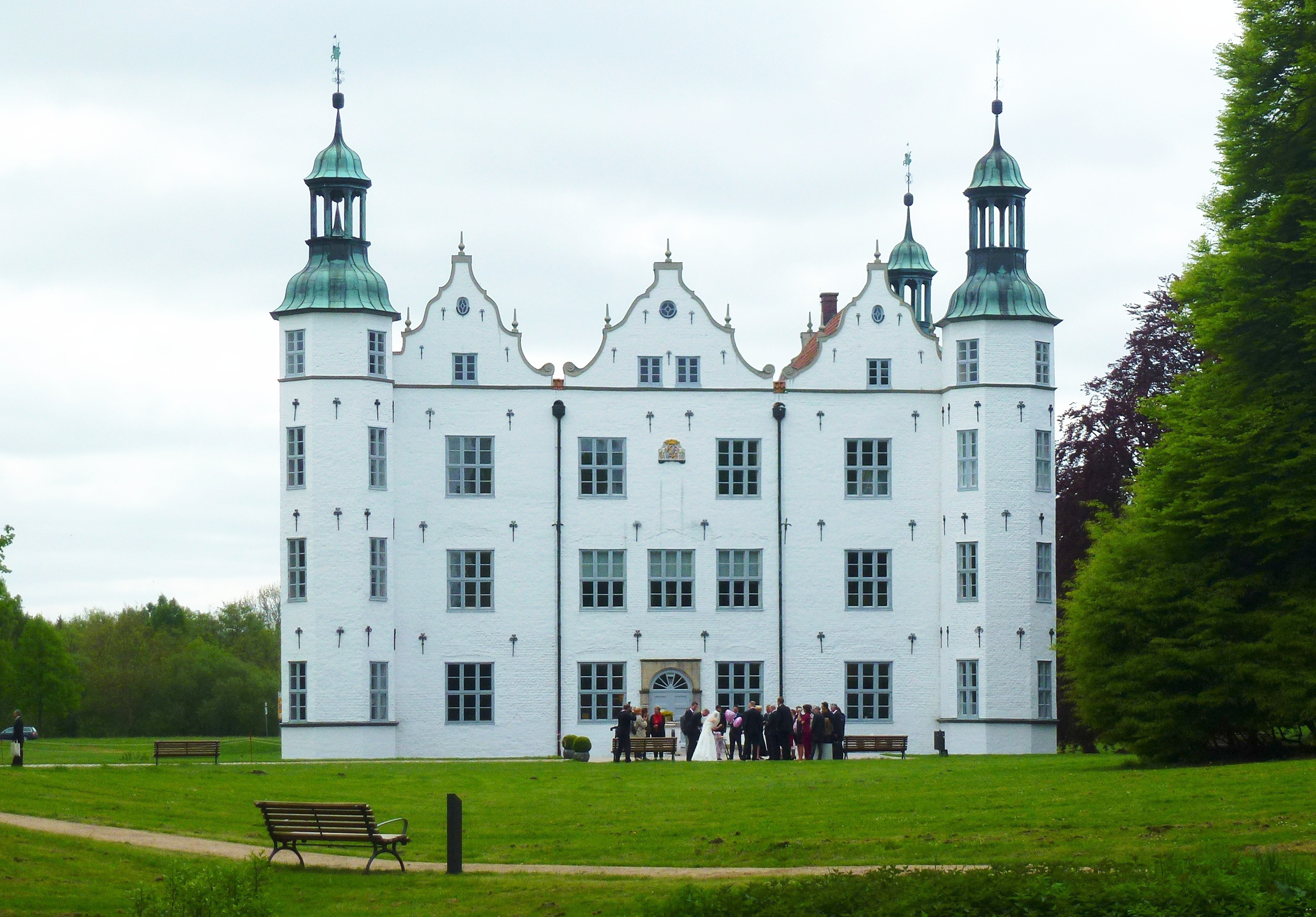
El molino
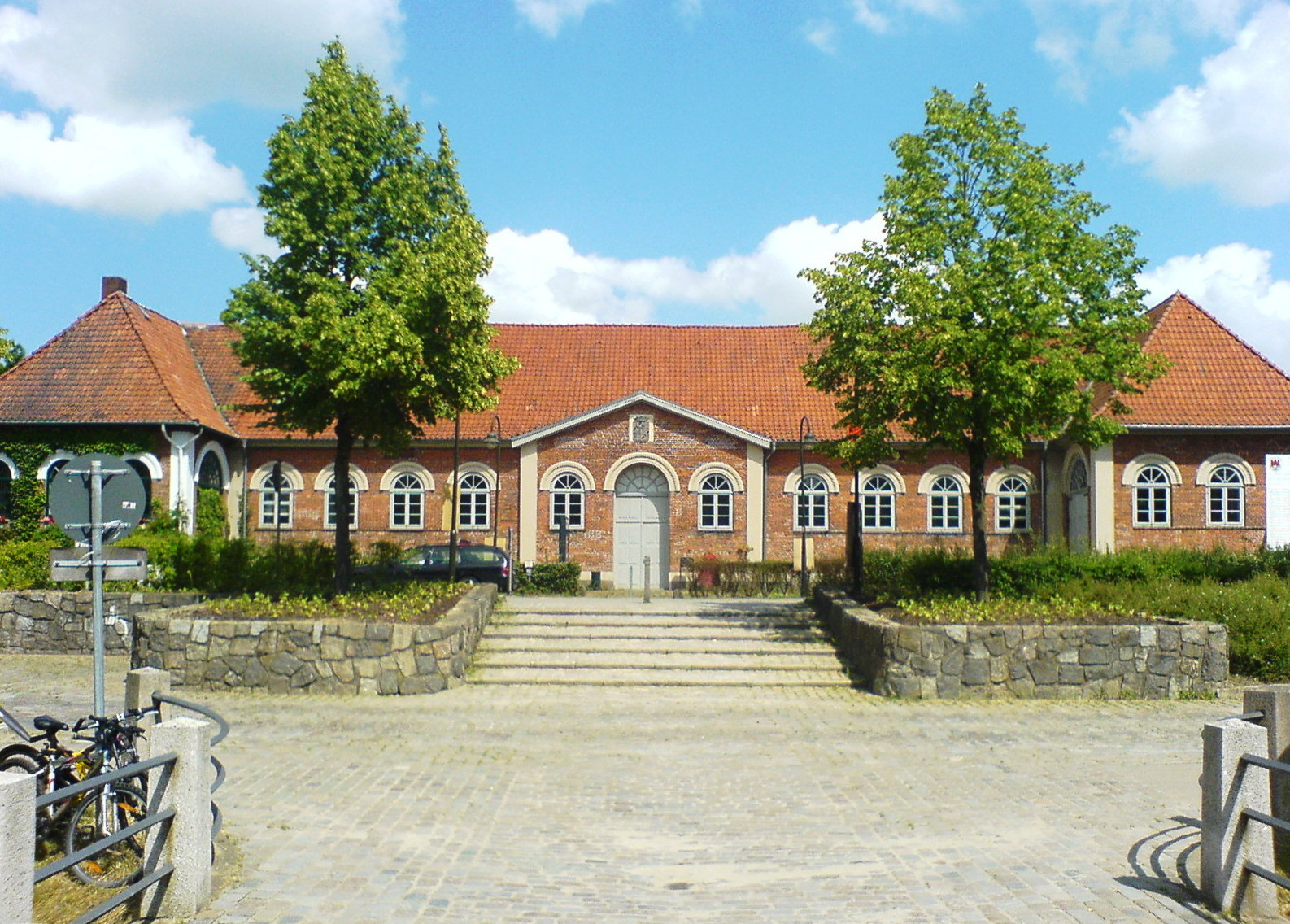
Marstall (establos)
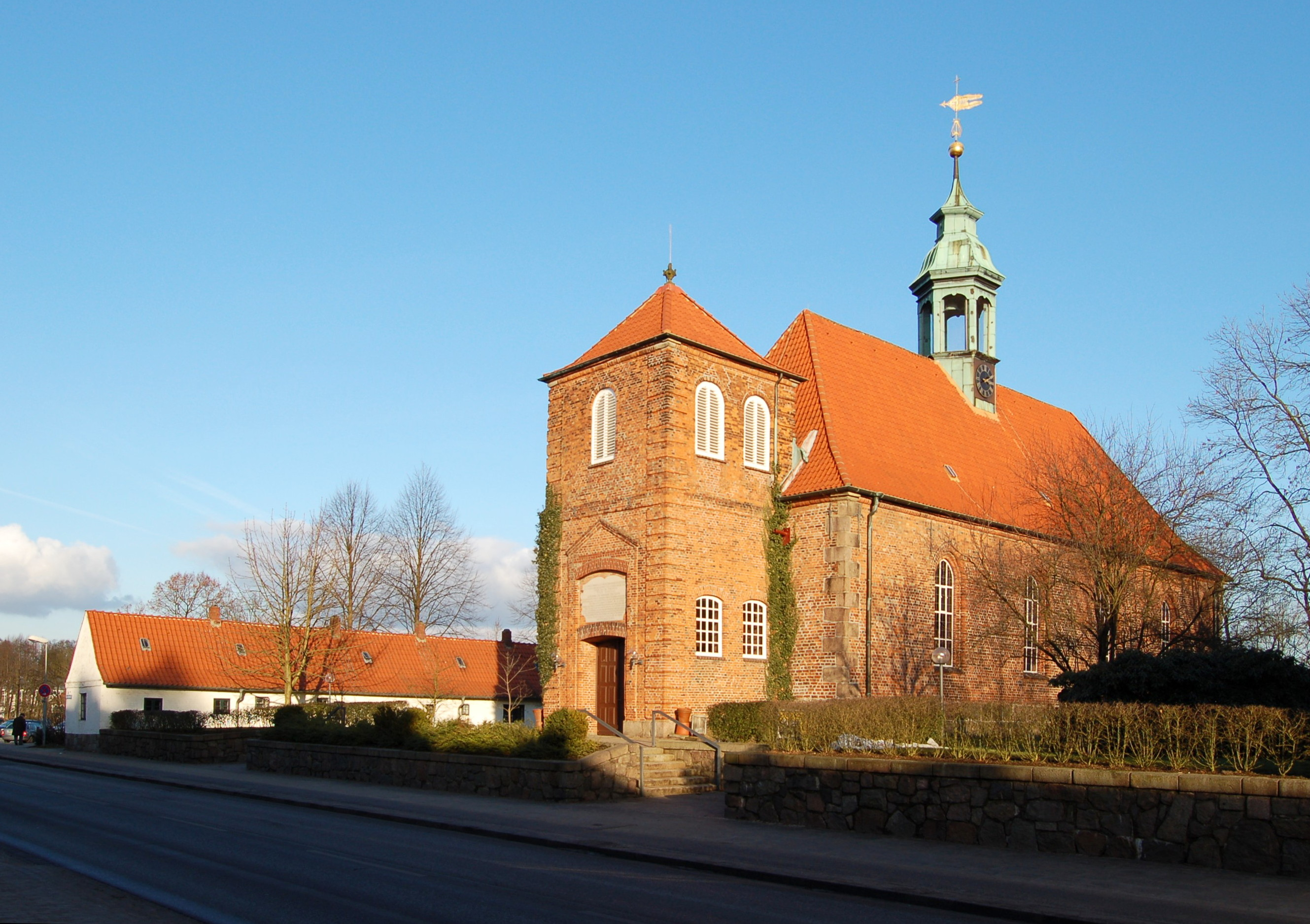
Capilla del palacio

Interiores
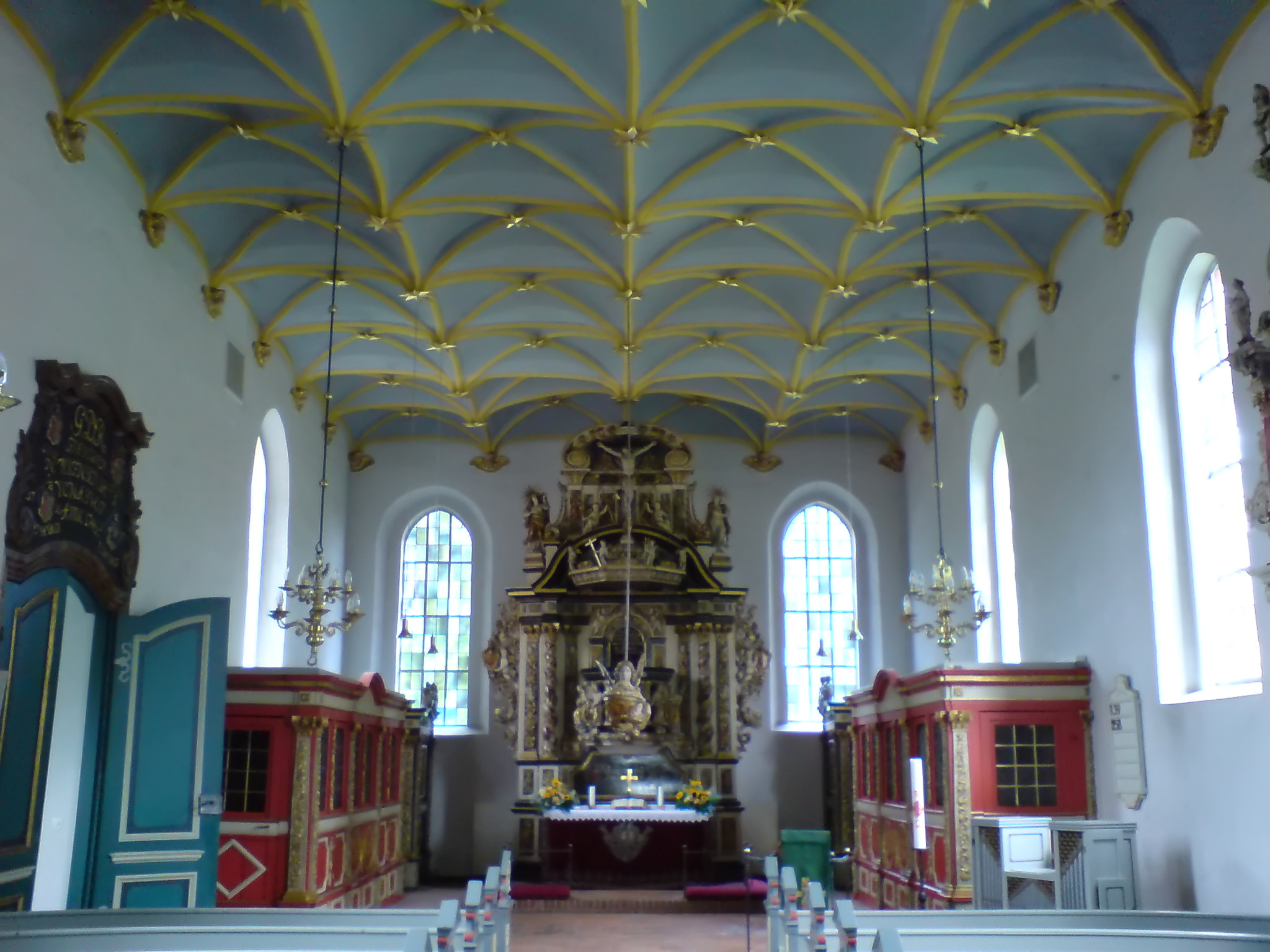
Capilla
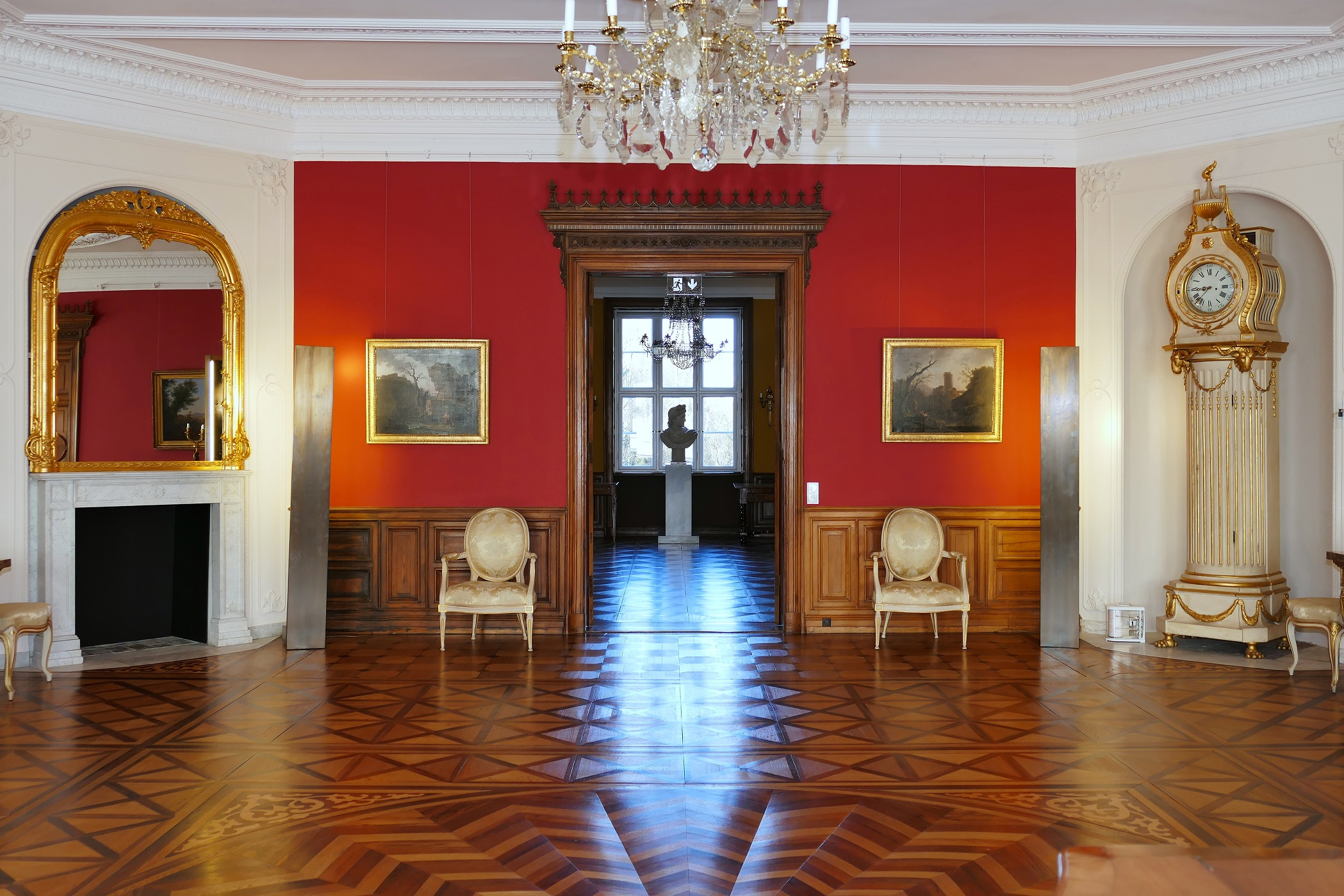
Sala de fiestas
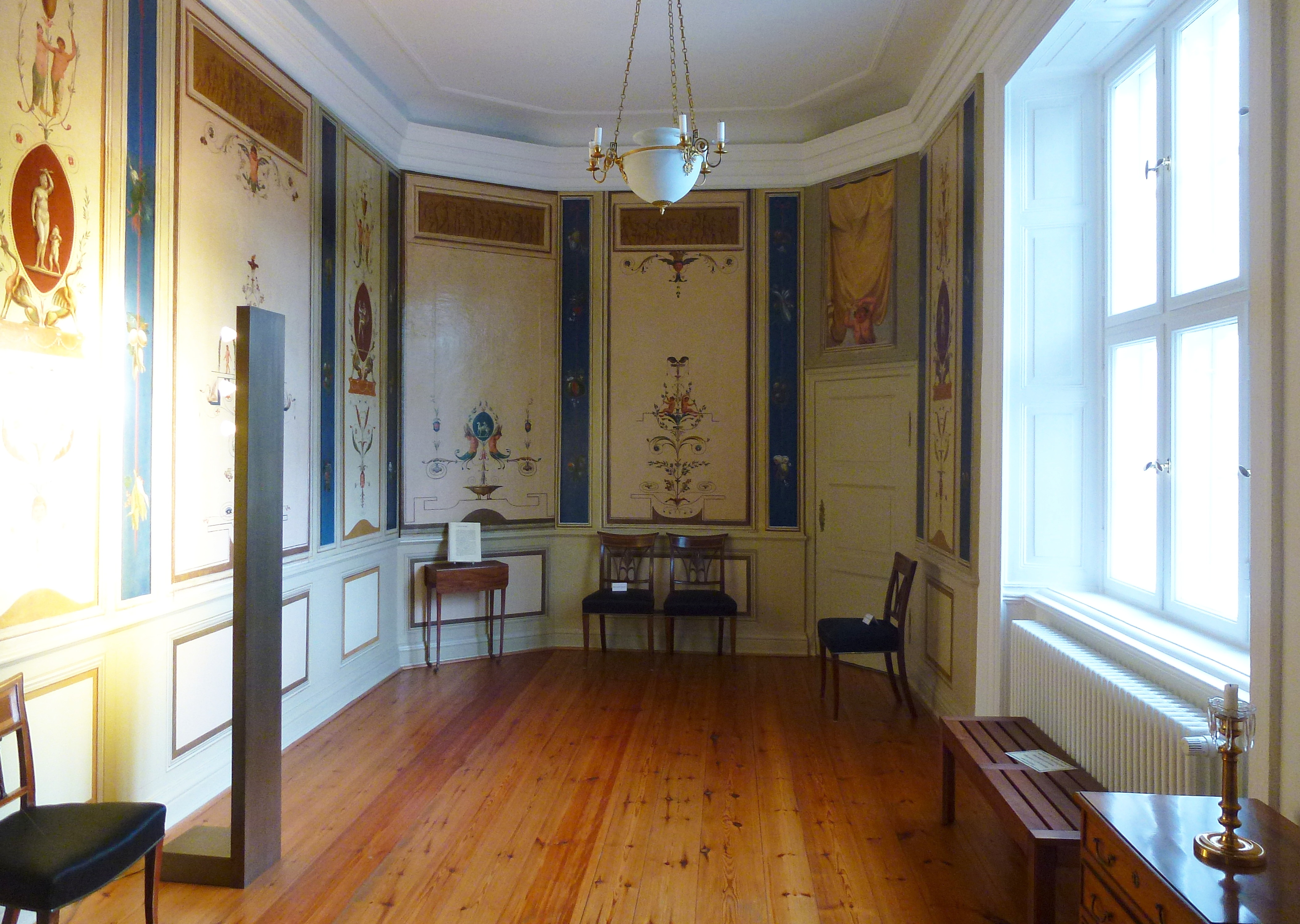
Pellicia-cabinet
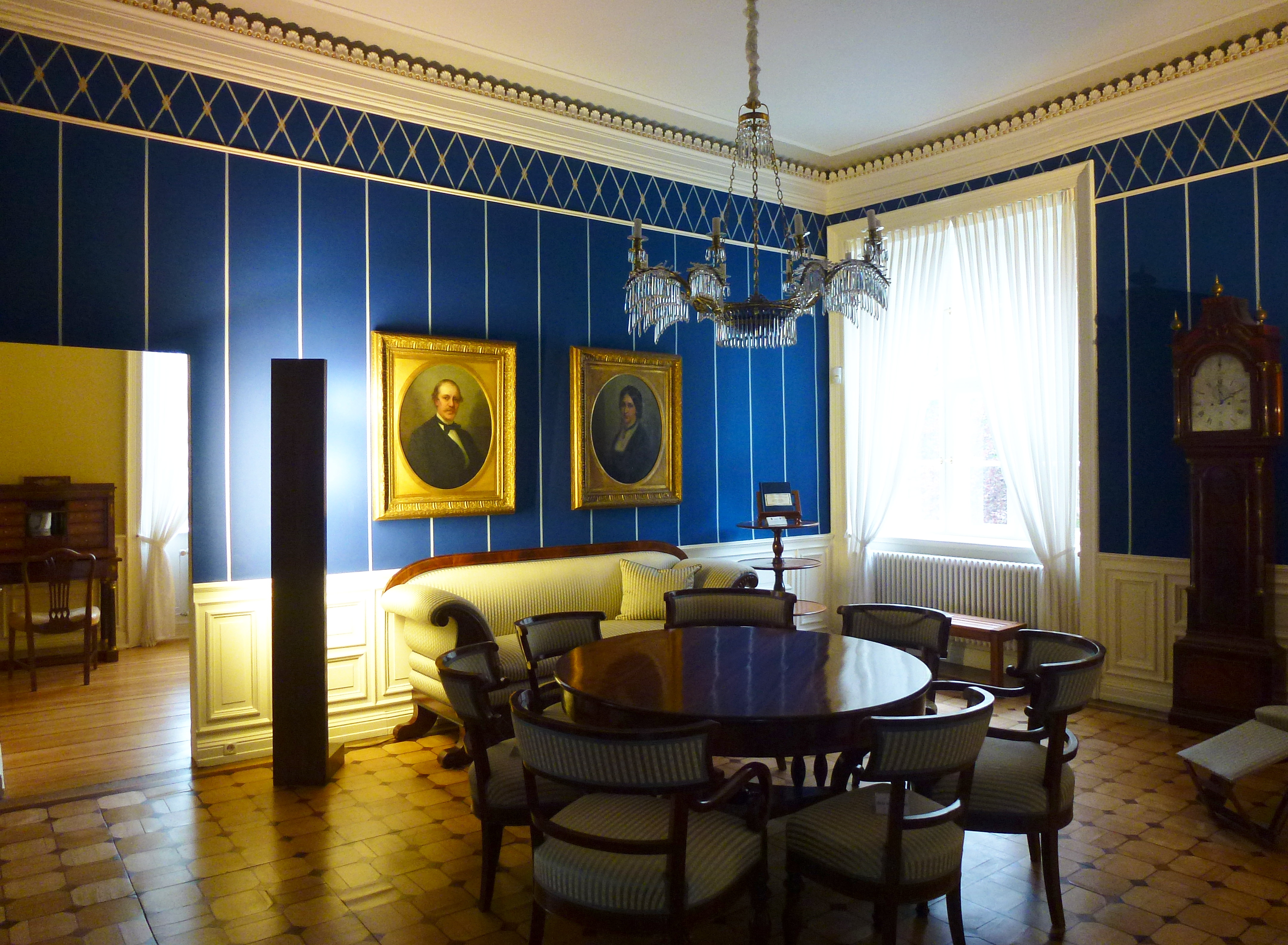
Salón Azul
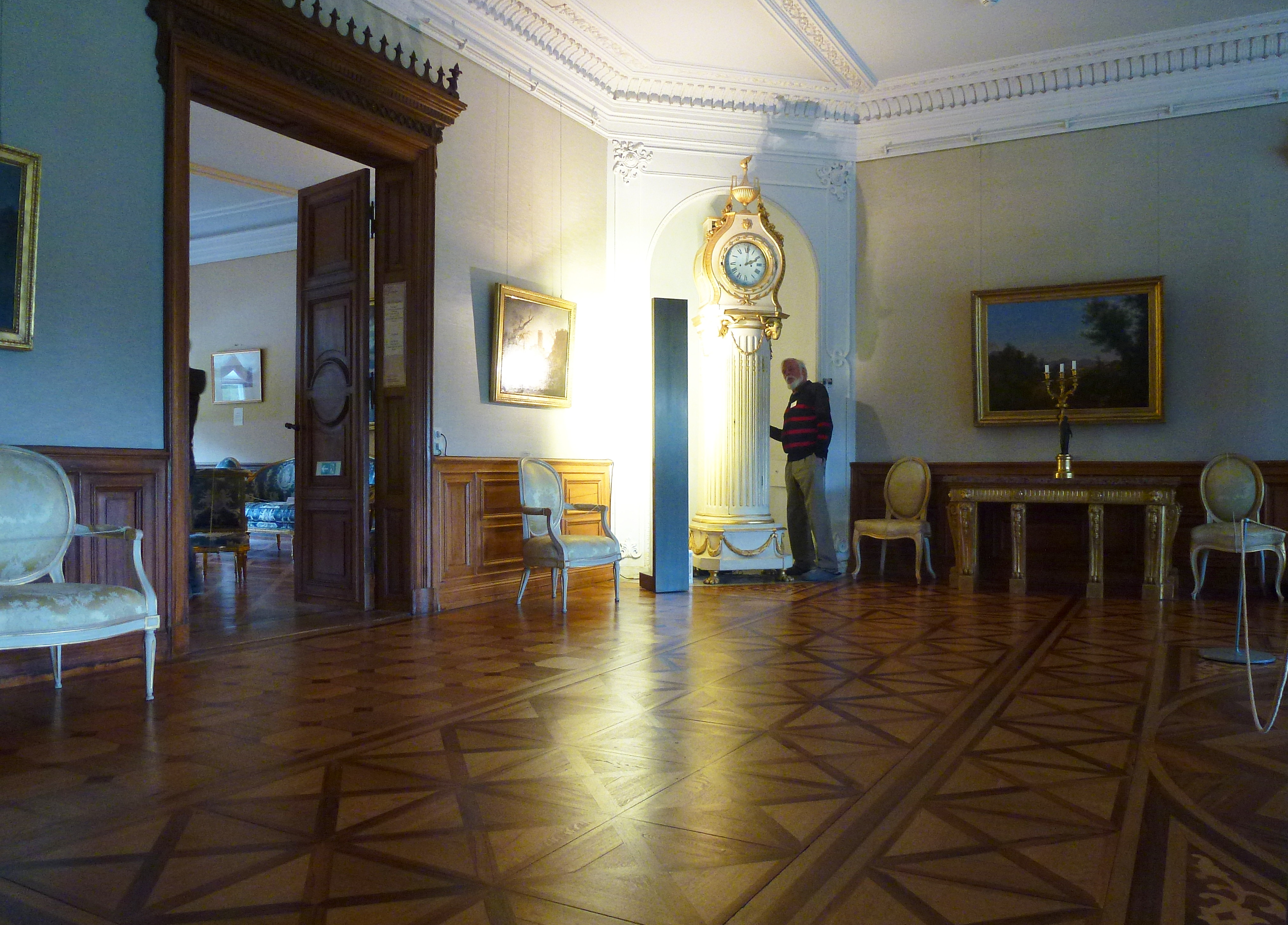
Sala

Detalles
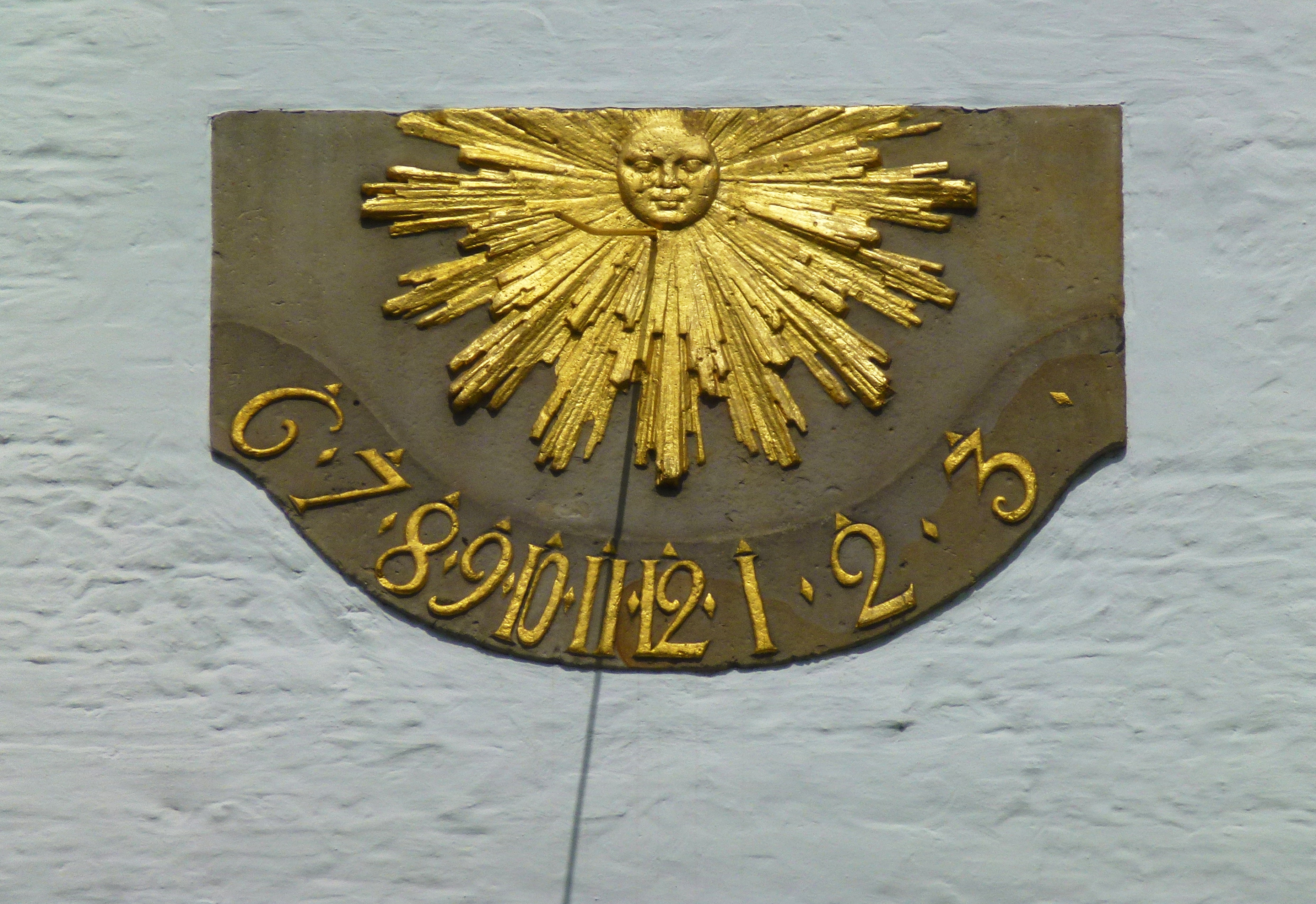
Reloj solar de 1750
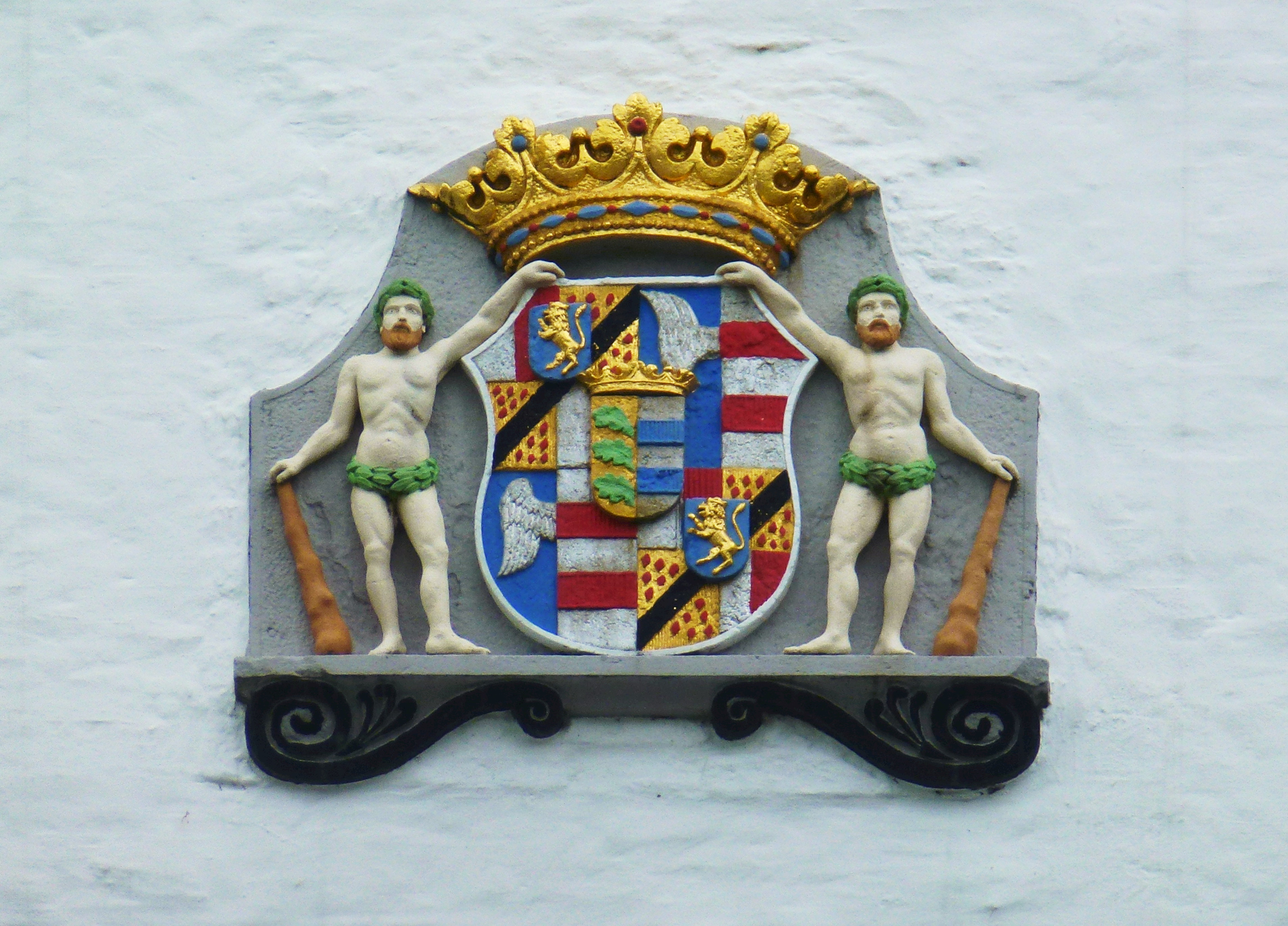
Escudo de los Schimmelmann
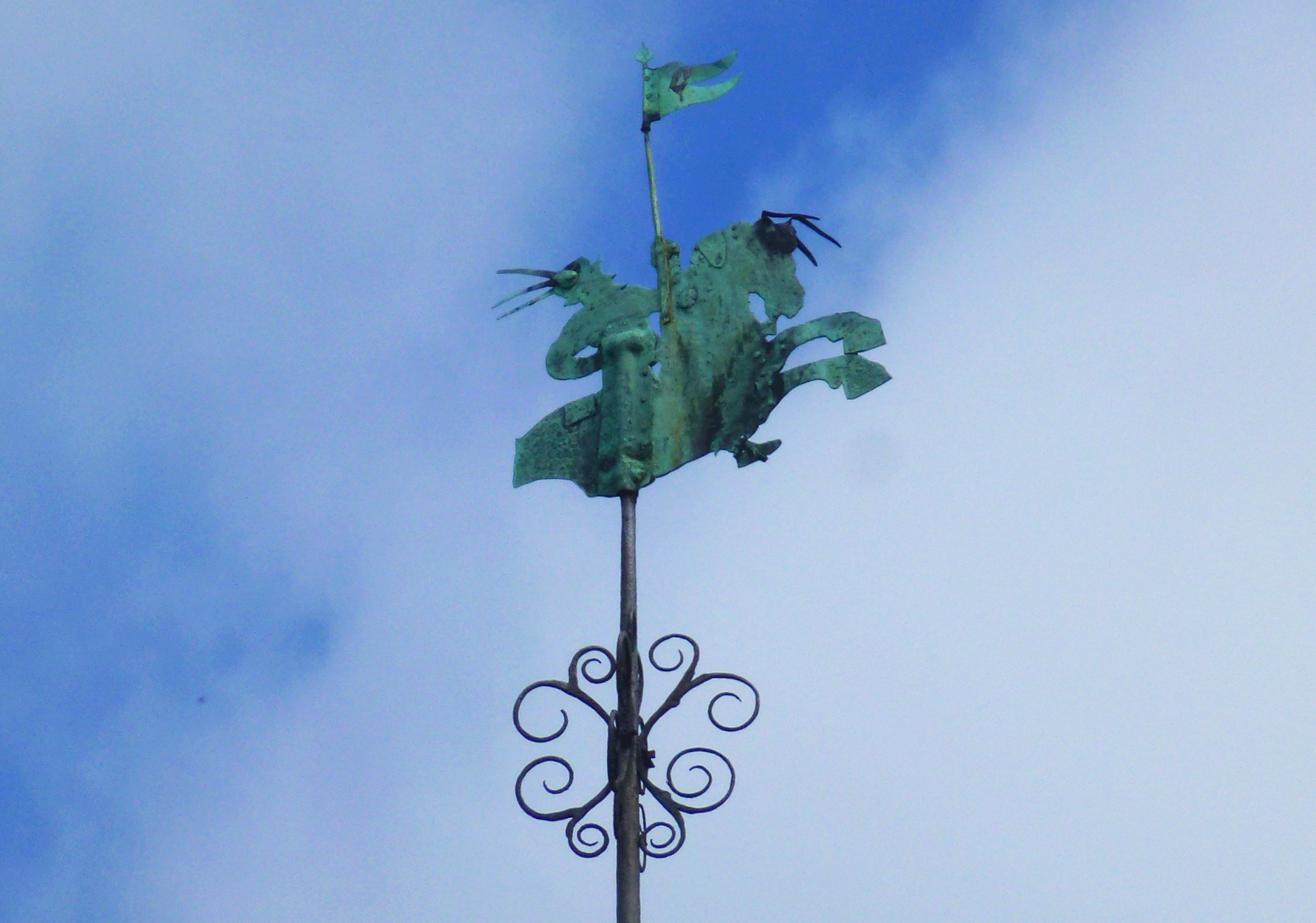
Veleta
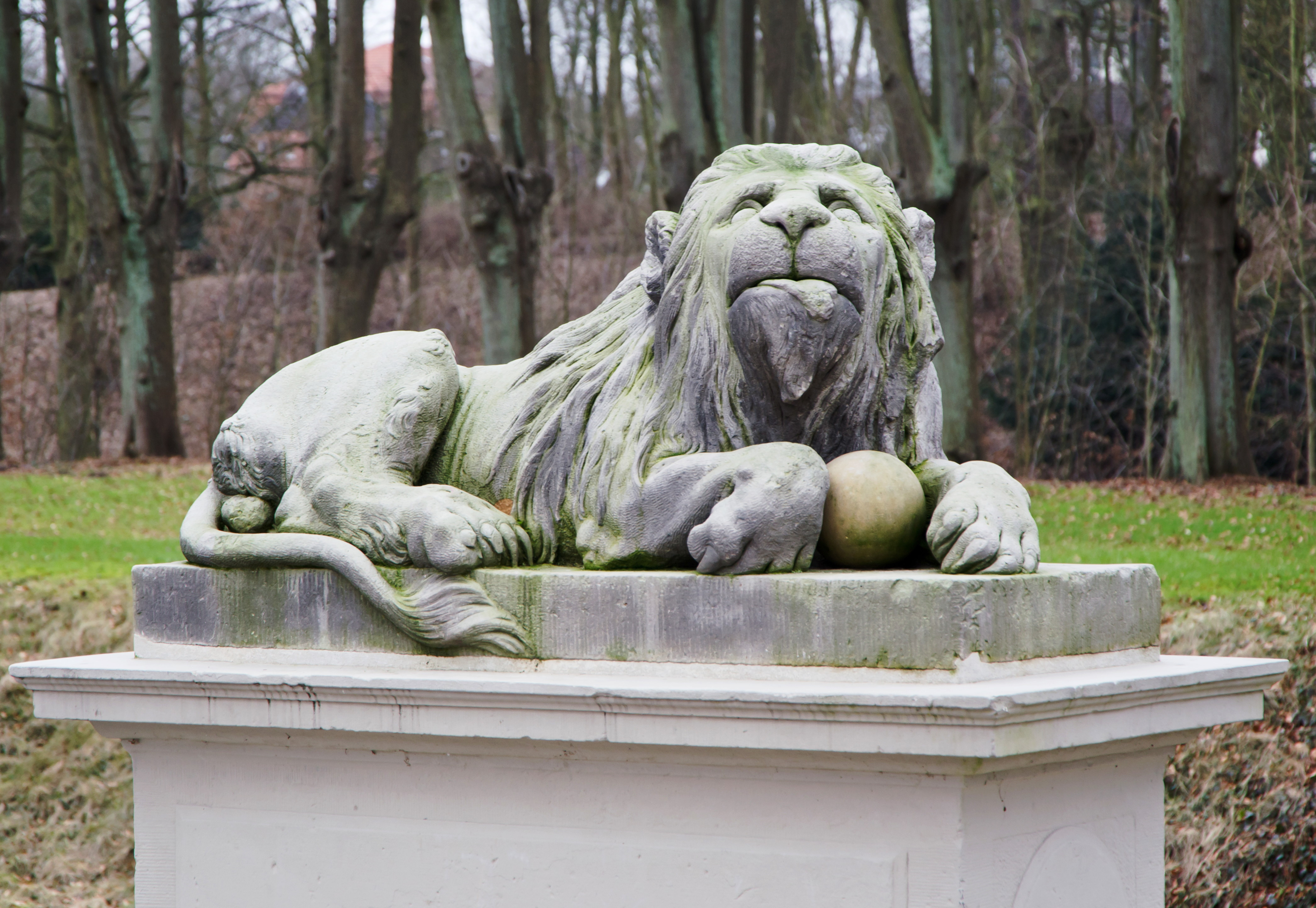
León de 1765